# Eric Downing
Eric Lamont Downing (Ahoskie, 16 settembre 1978) è un ex giocatore di football americano statunitense che ha militato nel ruolo di defensive tackle nella National Football League.

## Carriera
Downing fu scelto nel corso del terzo giro (75º assoluto) del Draft NFL 2001 dai Kansas City Chiefs. La sua miglior stagione in carriera fu la prima, in cui mise a segno 19 tackle, 1,5 sack e un passaggio deviato in 15 presenze, 9 delle quali come titolare. Giocò a Kansas City per altre due stagioni disputando complessivamente altre 4 presenze come titolare. Chiuse la carriera nel 2004 con i San Diego Chargers scendendo in campo in tre partite.